# Trap or Die
Trap or Die è una canzone del rapper statunitense Young Jeezy presente nell'album Let's Get It: Thug Motivation 101. È stata prodotta da Shawty Redd e vi ha partecipato Bun B.

## Informazioni
Il brano non è un singolo ufficiale, sebbene su YouTube ne sia stato pubblicato un videoclip. Ha però raggiunto la posizione n.77 nella chart Hot R&B/Hip-Hop Songs.
Le prime due strofe sono rappate da Young Jeezy e la terza da Bun B. Young Jeezy canta inoltre il ritornello. La durata complessiva è di 4 min: 00 s.
Il videoclip include un cameo di E-40.

## Posizioni in classifica
| Chart                                 | Posizione massima |
| ------------------------------------- | ----------------- |
| Billboard Hot R&B/Hip-Hop Songs (USA) | 77                |